# HMS Grasshopper (T85)
«Грассхопер» (англ. HMS Grasshopper (T85)) був річковим канонерським човном типу «Дрегонфлай», побудованим для Королівського флоту наприкінці  1930-х. Він був направлений для служби у Китай, де замінив на  Янцзи канонерський човен типу «Інсект» HMS Gnat.

## Служба
Після прибуття корабля до Китаю на нього перейшла частина екіпажу канонерського човна HMS Gnat, включаючи корабельного улюбленця пойнтера Джуді.
Протягом січня 1942 року «Грассхопер» підтримував відступаючі війська союзників під час Малайської кампанії. Починаючи з 27 січня, «Грассхопер» та однотипний «Дрегонфлай» врятували майже 3 тисячі солдатів з британської 53-ї піхотної та 15-ї індійської піхотної бригади з боліт на південь від Бату-Пахата після того, як їх відрізав наступ японських сил.
Після того, як японці захопили Малайський півострів, обидва кораблі перейшли до гавані Сінгапуру. 8 лютого японці почали десантну операцію через протоку Джохор, і після важких боїв багато кораблів почали евакуювати з гавані. До 11 лютого «Грассхопер» та «Дрегонфлай» були найбільшими кораблями, що залишилися. 13 лютого два кораблі вирушили з Сінгапуру до Батавії, евакуюючи також моряків з інших кораблів. Серед них був командер Ян Форбс, раніше член екіпажу лінкора "Prince of Wales", який був потоплений японцями трохи більше двох місяців до того. Наступного ранку екіпажі канонерських човнів могли чути звуки нападів японських літаків на інші судна вдалині. Коли вони пливли на південь, на них напали японські бомбардувальники. Під час першої атаки у «Грассхопер» влучила єдина бомба. Коли літаки повернулися, «Дрегонфлай» був вражений бомбами тричі і швидко затонув. «Грассхопер» був уражений двічі і загорівся. Наказ залишити корабель було віддано, коли вогонь поширився на відсіки, що прилягали до сховища боєприпасів.

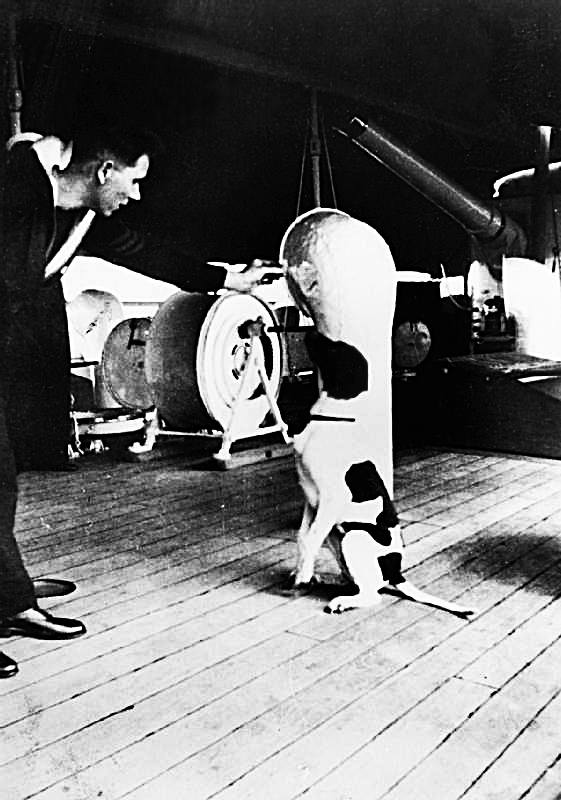
Джуді, корабельна собака, згодом стала японським військовополоненим і була нагороджена медаллю Дікін за хоробрість.